# متحف رضوى للتراث
متحف رضوى للتراث هو متحف خاص للتراث الشعبي، يملكه سالم عيد سالم الحجوري الجهني. يقع المتحف في ينبع في السعودية.

## مكونات ومقتنيات المتحف
يتكون متحف رضوى من ست قاعات:ـ
القاعة الأولى: الملبوسات ومشغولات النسيج وعربة قديمة والمحنطات.
القاعة الثانية :أدوات الحرب )البنادق، السيوف والدروع القديمة( وبعض اللوحات التشكيلية .
القاعة الثالثة: العملات، الميداليات والاوسمة التذكارية .
القاعة الرابعة: المخطوطات، الصحف والكتب القديمة والشهادات الخاصة بمشاركات المتحف.
القاعة الخامسة:النحاسيات، الفخاريات وأدوات الطهي .
القاعة السادسة:للحياة البحرية بها الكثير من الأسماك الكبيرة المحنطة وأدوات الصيد القديمة.